# Reprezentacja Maroka w piłce nożnej mężczyzn

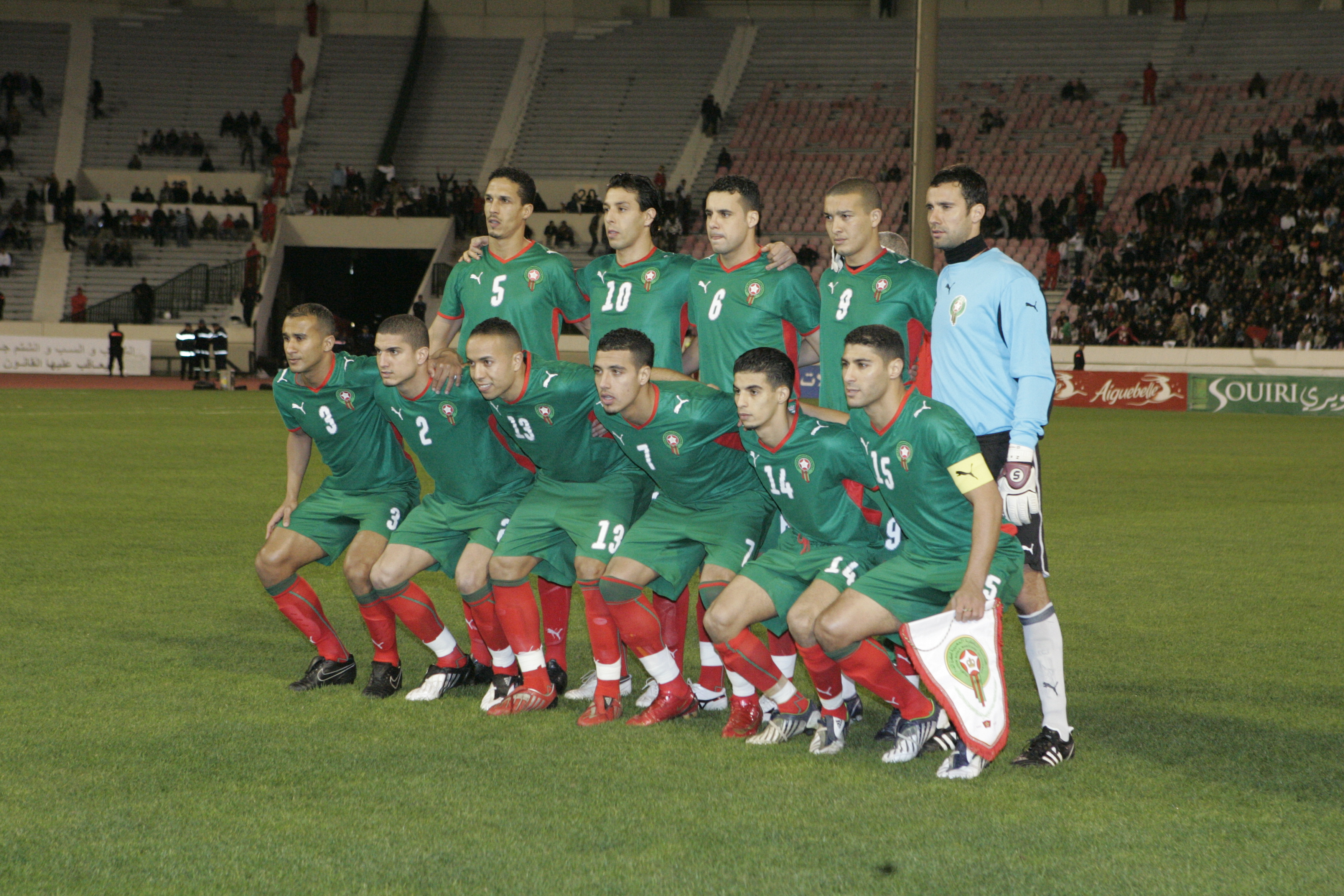
Reprezentacja Maroka przed meczem z Czechami w 2009

Reprezentacja Maroka w piłce nożnej mężczyzn – zespół biorący udział w imieniu Maroka w zawodach piłkarskich.

## Historia
Była pierwszą drużyną z Afryki, która awansowała z rozgrywek grupowych na mistrzostwach świata. W drugiej rundzie Mundialu 1986 „Lwy Atlasu” przegrały z RFN 0:1. Szesnaście lat wcześniej (1970) podobnie jak w 1994 i 1998 roku zmagania mundialowe zakończyli już po fazie grupowej.
W 1976 roku Maroko jedyny raz zdobyło Puchar Narodów Afryki. Później dwukrotnie – w 1980 (III miejsce) i 2004 roku (II miejsce) – stawało na podium mistrzostw Czarnego Kontynentu. W 1986 i 1988 zajęło czwarte miejsce, w 1998 i 2017 osiągnęło ćwierćfinał tych rozgrywek.
W połowie lat 90. piłkarzami marokańskimi zaczęły interesować się kluby europejskie. Mustapha Hadji był liderem Coventry City w czasie, kiedy zespół ten występował w Premier League. W defensywie Deportivo La Coruña przez sześć lat grał Noureddine Naybet, kapitan reprezentacji podczas Mundialu 1998. Przez jakiś czas jego partnerem w Deportivo był napastnik Salaheddine Bassir. W ligach europejskich wyróżniali się także obrońca Youssef Rossi oraz pomocnicy Youssef Chippo i Saïd Chiba. Dzisiaj także wielu piłkarzy obecnej kadry gra na Starym Kontynencie. Większość z nich to wychowankowie Rai Casablanca, jednego z najlepszych klubów w Afryce, trzykrotnego triumfatora Ligi Mistrzów.
W grudniu 2005 roku z funkcji selekcjonera reprezentacji po miesiącu pracy zwolniony został Francuz Philippe Troussier. Jego następcą został Mohammed Fakhir. Prowadzona przez niego drużyna w Pucharu Narodów Afryki 2006 nie wygrała meczu i pożegnała się z turniejem już po fazie grupowej. Po coraz słabszych wynikach drużyny w spotkaniach towarzyskich, szefowie federacji postanowili – w sierpniu 2007 roku – zatrudnić doświadczonego szkoleniowca z zagranicy. Ich wybór padł na Francuza Henri Michela, wcześniej pracującego z reprezentacją Maroka w latach 1995–2000. Jednak druga kadencja Michela była znacznie krótsza – został zwolniony już w lutym 2008 roku po porażce w Pucharze Narodów Afryki (runda grupowa) oraz krytyce piłkarzy i działaczy związku. Zastąpił go jego rodak Roger Lemerre. Później marokańską kadrę prowadzili kolejno Eric Gerets, Rachid Taoussi, Hassan Benabicha, oraz Badou Ezzaki. Od 2016 roku trenerem ekipy Maroka jest Francuz Hervé Renard.
Do eliminacji mistrzostw świata w Brazylii w 2014 z kolei Maroko przystąpiło od drugiej rundy. Zostało w niej przydzielone do grupy C razem z Wybrzeżem Kości Słoniowej, Tanzanią i Gambią. Po dwóch zwycięstwach, trzech remisach i porażce Marokańczycy nie awansowali ostatecznie do mundialu w Brazylii kosztem WKS-u.
Co nie udało się w 2014 roku udało się cztery lata później. W eliminacjach do rosyjskiego czempionatu najpierw w drugiej rundzie Maroko wygrało 2:1 dwumecz z Gwineą Równikową, a w trzeciej rundzie grając w grupie C z WKS-em, Gabonem i Mali zdobyli ostatecznie dwanaście punktów po trzech zwycięstwach i trzech remisach, uzyskując bezpośrednią kwalifikację do turnieju głównego.
Podczas Mistrzostw Świata 2018 Maroko zagrało w grupie B razem z Portugalią, Hiszpanią, oraz Iranem; nie udało mu się wyjść z grupy. Pierwsze mecze przegrało, a w trzecim zremisowało z Hiszpanią 2:2.
Na Mistrzostwach Świata 2022 Maroko zajęło pierwsze miejsce w grupie, wyprzedzając Chorwację, Belgię i Kanadę. W 1/8 finału wyeliminowało Hiszpanię, zwyciężając 3:0 w serii rzutów karnych, a w ćwierćfinale Portugalię (1:0), zostając pierwszą drużyną z Afryki i pierwszą drużyną arabską, która awansowała do półfinału mistrzostw świata, drugim krajem muzułmańskim który dotarł do półfinału (po Turcji w 2002) i trzecim w historii półfinalistą mundialu spoza UEFA czy CONMEBOL (po Stanach Zjednoczonych w 1930 oraz Korei Południowej w 2002). W półfinale Maroko przegrało 0:2 z reprezentacją Francji. 17 grudnia 2022 reprezentacja Maroka przegrała 1:2 z Chorwacją w meczu o trzecie miejsce, ostatecznie zajmując czwarte miejsce w turnieju.

## Udział w międzynarodowych turniejach
| \| 1958 \| Nie brała udziału \| Nie brała udziału \| \| 1962 \| Nie zakwalifikowała się \| Nie zakwalifikowała się \| \| 1966 \| Wycofała się z eliminacji \| Wycofała się z eliminacji \| \| 1970 \| Awans \| Faza grupowa \| \| 1974 \| Nie zakwalifikowała się \| Nie zakwalifikowała się \| \| 1978 \| Nie zakwalifikowała się \| Nie zakwalifikowała się \| \| 1982 \| Nie zakwalifikowała się \| Nie zakwalifikowała się \| \| 1986 \| Awans \| 1/8 finału \| \| 1990 \| Nie zakwalifikowała się \| Nie zakwalifikowała się \| \| 1994 \| Awans \| Faza grupowa \| \| 1998 \| Awans \| Faza grupowa \| \| 2002 \| Nie zakwalifikowała się \| Nie zakwalifikowała się \| \| 2006 \| Nie zakwalifikowała się \| Nie zakwalifikowała się \| \| 2010 \| Nie zakwalifikowała się \| Nie zakwalifikowała się \| \| 2014 \| Nie zakwalifikowała się \| Nie zakwalifikowała się \| \| 2018 \| Awans \| Faza grupowa \| \| 2022 \| Awans \| IV miejsce \| | - 1957–1959 – Nie brało udziału - 1962 – Wycofało się z eliminacji - 1963 – Nie zakwalifikowało się - 1965–1968 – Nie brało udziału - 1970 – Nie zakwalifikowało się - 1972 – Faza grupowa - 1974 – Nie brało udziału - 1976 – Mistrzostwo - 1978 – Faza grupowa - 1980 – III miejsce - 1982–1984 – Nie zakwalifikowało się - 1986 – IV miejsce - 1988 – IV miejsce - 1990 – Nie zakwalifikowało się - 1992 – Faza grupowa - 1994–1996 – Nie zakwalifikowało się - 1998 – Ćwierćfinał - 2000 – Faza grupowa - 2002 – Faza grupowa - 2004 – II miejsce - 2006 – Faza grupowa - 2008 – Faza grupowa - 2010 – Nie zakwalifikowało się - 2012 – Faza grupowa - 2013 – Faza grupowa - 2015 – Dyskwalifikacja - 2017 – Ćwierćfinał - 2019 – 1/8 finału - 2021 – Ćwierćfinał - 2023 – 1/8 finału |                           |
| Udział w mistrzostwach świata | |                           |
| Rok | Kwalifikacje | Wynik                     |
| 1958 | Nie brała udziału | Nie brała udziału         |
| 1962 | Nie zakwalifikowała się | Nie zakwalifikowała się   |
| 1966 | Wycofała się z eliminacji | Wycofała się z eliminacji |
| 1970 | Awans | Faza grupowa              |
| 1974 | Nie zakwalifikowała się | Nie zakwalifikowała się   |
| 1978 | Nie zakwalifikowała się | Nie zakwalifikowała się   |
| 1982 | Nie zakwalifikowała się | Nie zakwalifikowała się   |
| 1986 | Awans | 1/8 finału                |
| 1990 | Nie zakwalifikowała się | Nie zakwalifikowała się   |
| 1994 | Awans | Faza grupowa              |
| 1998 | Awans | Faza grupowa              |
| 2002 | Nie zakwalifikowała się | Nie zakwalifikowała się   |
| 2006 | Nie zakwalifikowała się | Nie zakwalifikowała się   |
| 2010 | Nie zakwalifikowała się | Nie zakwalifikowała się   |
| 2014 | Nie zakwalifikowała się | Nie zakwalifikowała się   |
| 2018 | Awans | Faza grupowa              |
| 2022 | Awans | IV miejsce                |

## Selekcjonerzy
- 1990-92 –  Werner Olk
- 1992-93 –  Abdelkhalek Louzani
- 1993-94 –  Abdellah Ajri Blinda
- 1994-95 –  Mohammed Lamari (tymczasowo)
- 1995 –  Gilson Nunes
- 1995-00 –  Henri Michel
- 2000 –  Henryk Kasperczak
- 2000-02 –  Humberto Coelho
- 2002-03 –  Badou Ezzaki
- 2003 –  Philippe Troussier
- 2003-05 –  Badou Ezzaki
- 2005-05 –  Philippe Troussier
- 2006-07 –  Mohammed Fakhir
- 2007-08 –  Henri Michel
- 2008-10 –  Roger Lemerre
- 2010-12 –  Eric Gerets
- 2012-13 –  Rachid Taoussi
- 2013-14 –  Hassan Benabicha
- 2014-16 –  Badou Ezzaki
- 2016-19 –  Hervé Renard
- 2019-22 –  Vahid Halilhodžić
- 2022- –  Walid Regragui